# Estádio Municipal Alfredo Chiavegato
O Estádio Municipal Alfredo Chiavegato,também conhecido como "Campo do Valmont" ou ainda "Campo do Nassif", é um estádio localizado na cidade de Jaguariúna, interior do estado de São Paulo, com estrutura para receber jogos do oficiais do Campeonato Paulista de Futebol e competições oficiais de atletismo (possui pista com 400 metros).
Reconstruído e inaugurado pelo ex-prefeito Tarcisio Chiavegato em 2008, o nome do estádio é uma homenagem ao seu pai que, além de pioneiro do esporte na cidade, foi atleta profissional.
Junto do Hotel Duas Marias, o Estádio foi aprovado nas vistorias técnicas e recebeu uma das 32 seleções estrangeiras na Copa do Mundo de 2014.